# Pain melon

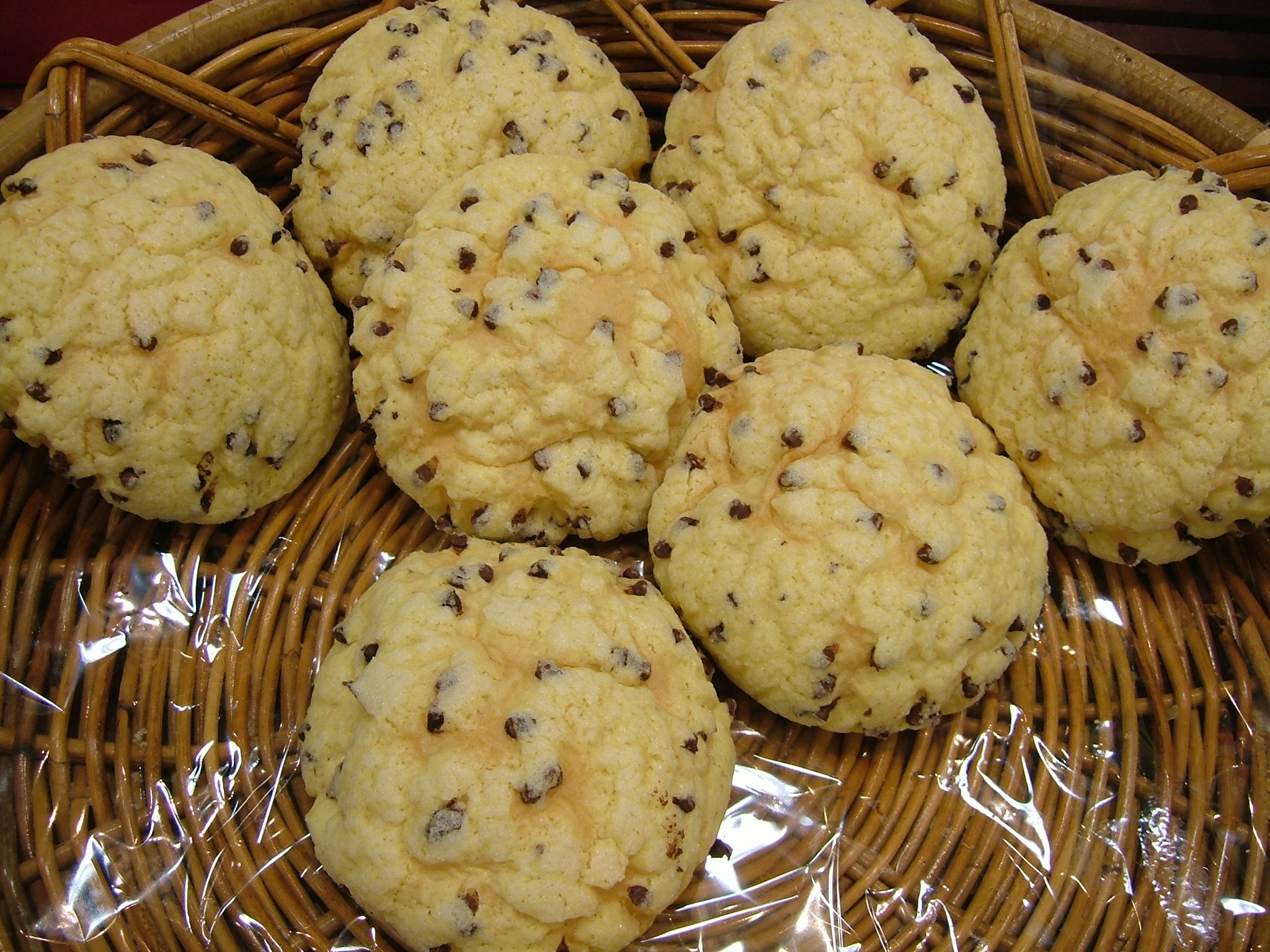
Pain melon avec des morceaux de chocolat.

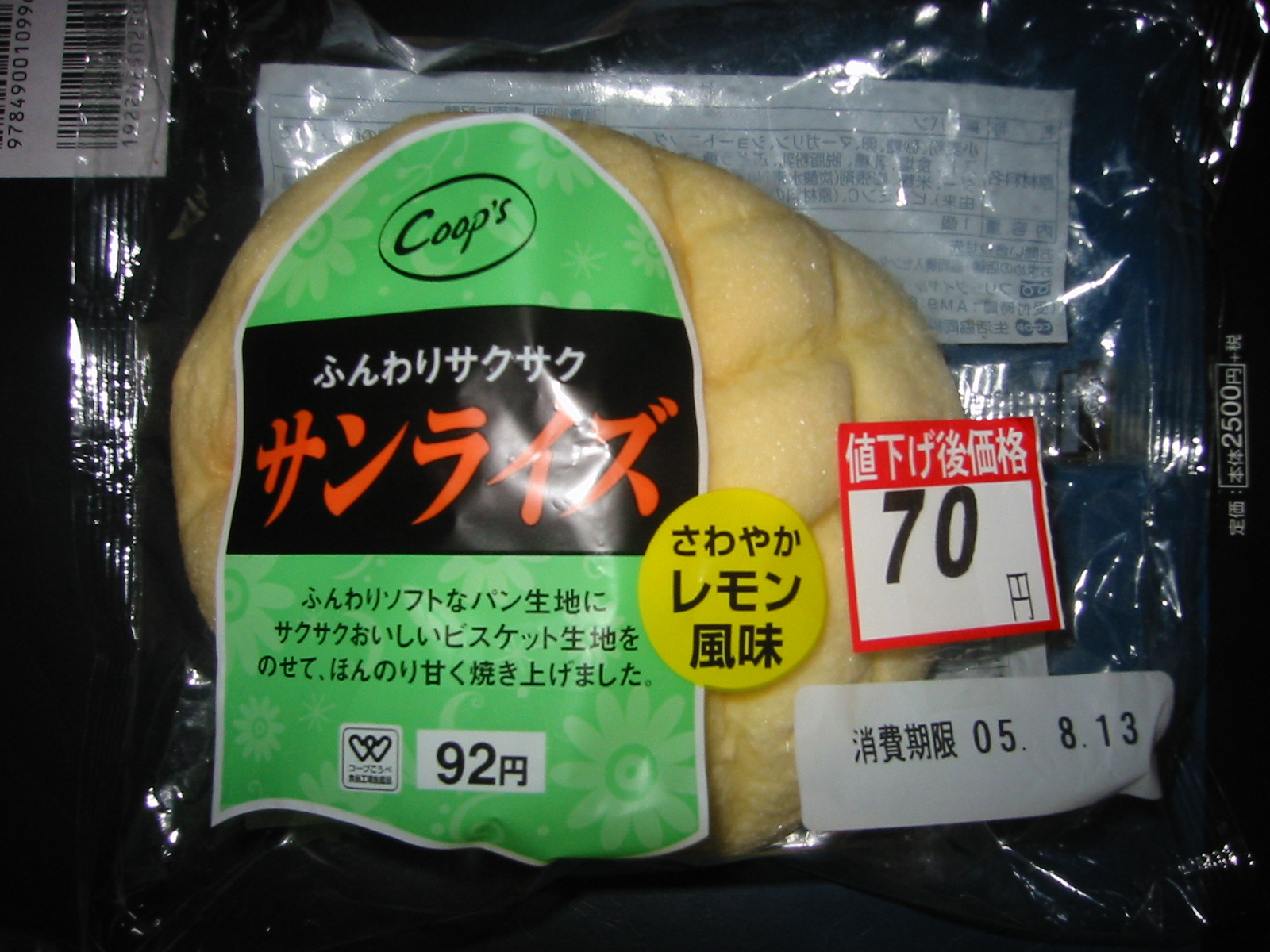
Exemple de pain melon rond vendu sous le nom sunrise

Le pain melon (メロンパン, meron pan) est une spécialité boulangère dégustée au Japon, dont la partie interne est constituée de brioche classique et la croûte faite d'une sorte de cookie. La texture de cette croûte rappelle celle du melon cantaloup, d'où le nom (mais il peut aussi parfois être aromatisé au melon). Il existe de diverses saveurs : chocolat, citrouille, ananas… Des feuilles de chocolat peuvent être intercalées entre le pain et le cookie.
Dans le Kansai, le Chūgoku et à Shikoku, le pain melon rond est appelé sunrise.
Melon est emprunté à l'anglais, pan étant quant à lui dérivé du portugais pão (pain).
Il est proche des conchas (en) mexicaines et des Streuselkuchen (en) polonais qui auraient servi de base à leur création. Il a été adapté à Hong Kong (où les conchas sont mentionnés comme une des origines), Macao et Taïwan, où il porte le nom de « brioche ananas » (菠蘿麺包, pinyin : bōluó miànbāo).

## Historique
Plusieurs pâtisseries revendiquent la création du pain melon et le nom.

### Pain melon rond
- Le pâtissier arménien Hovhannes Ghevenian aurait créé le pain melon vers 1910 alors qu'il travaillait à l'Hôtel Impérial à Tokyo. Cependant, il n'utilise pas le nom pain melon pour sa création[2].
- En 1930, Kikuji Mitsugawa, de la boulangerie tokyoïte Kimuraya, enregistre officiellement la recette et la forme d'une pâtisserie qui correspond à ce qu'on appelle aujourd'hui pain melon. Il n'enregistre cependant pas de nom pour sa pâtisserie[3].
- Dans les années 1930, la boutique de Kure de la pâtisserie Kinseidō (basée à Kōbe), met en vente une pâtisserie ressemblant au pain melon avec des lignes radiales, sous le nom sunrise[4]. Ce nom aurait été inspiré par les lignes qui rappellerait le drapeau du soleil levant alors en vigueur dans le Japon impérial.

### Pain melon oblong

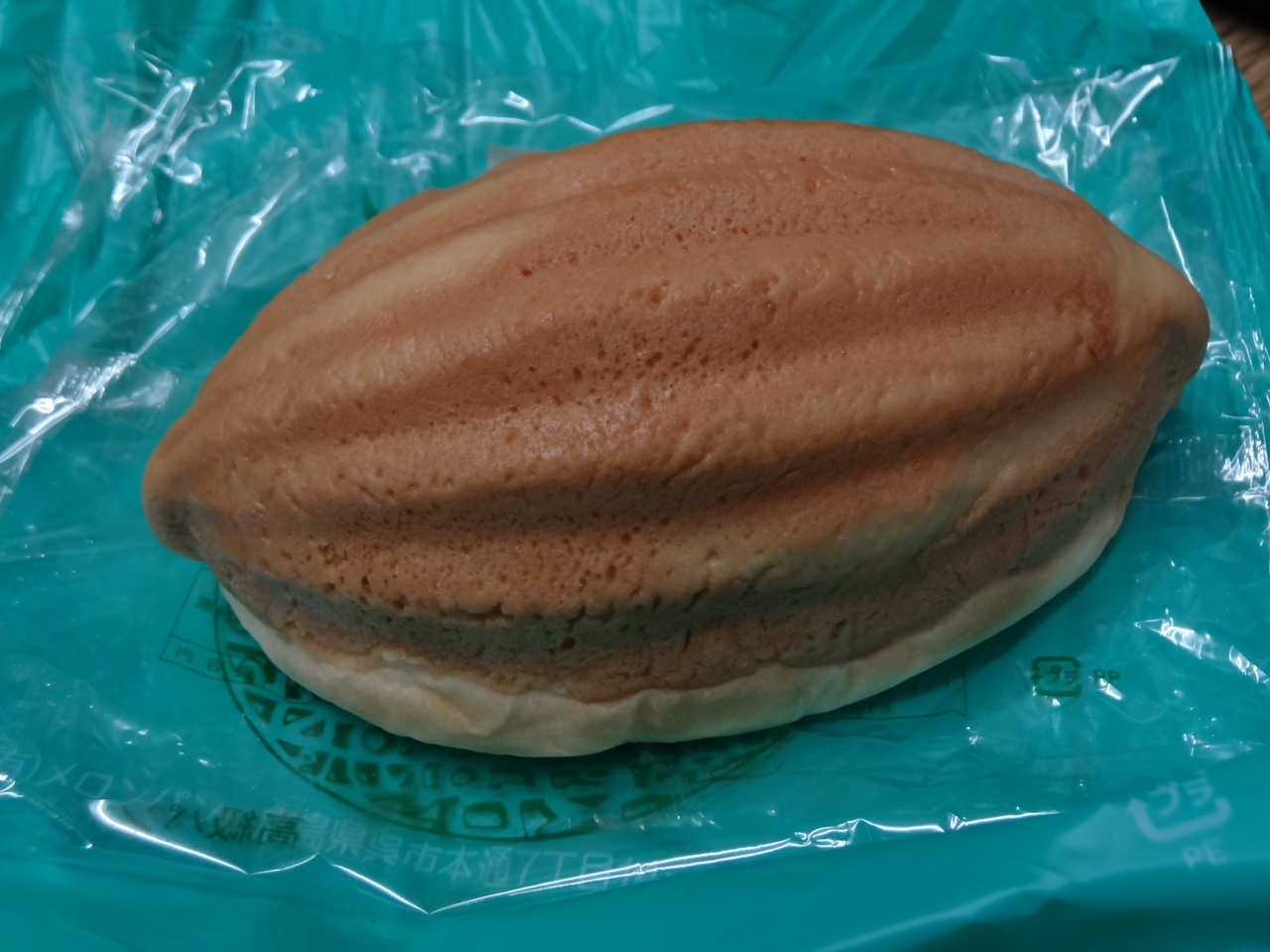
Pain melon oblong de la pâtisserie Melonpan de Kure

En 1936, une boulangerie nommée Melonpan (ja) ouvre à Kure et propose des pâtisseries vendues sous ce nom, de forme oblongue et fourrées à la crème pâtissière. La forme et le nom viennent de l'utilisation de moules à riz appelés « moules-melon » (également utilisés pour les currys japonais et les omuraisu).

## Culture populaire
Le pain melon est rencontré dans diverses œuvres populaires. Il s'agit par exemple du plat préféré de Shana dans Shakugan no Shana, de Ren dans Dears, et de Satanichia dans Gabriel DropOut qui se le fait voler par un chien de nombreuses fois dans la série. On trouve également le personnage de Melonpanna-chan (メロンパンナちゃん), amie fidèle d'Anpanman dans la série télévisée du même nom et dont la tête est en fait un « pain melon », de couleur vert clair et on le trouve aussi dans le célèbre manga intitulé Yakitate!! Ja-pan. Il est également présent dans nichijou (épisode 22 notamment). On le voit également dans la série policière MIU404 où l'équipe[Laquelle ?] se sert d'une camionnette ambulante de pain melon comme voiture de surveillance.